# 扎罗-别洛坎区
扎罗-别洛坎区（羅馬化：Dżaro-biełokanskij okrug），俄罗斯帝国高加索总督区1844年至1859年间设的一个区，位于今格鲁吉亚和阿塞拜疆边境地区。

## 历史
俄罗斯吞并格鲁吉亚后，于1830年设立扎罗-别洛坎州（Джаро-Белоканская область），属格鲁吉亚省。1940年，扎罗-别洛坎州改为别洛坎县（Белоканский уезд），属新成立的格鲁吉亚-伊梅列季省。1842年，改称别洛坎区（Белоканская округ）。1844年，俄军将附庸国伊利苏苏丹国灭亡，其领土并入别洛坎区，成立扎罗-别洛坎区，并从格鲁吉亚-伊梅列季省析出，成为高加索总督区的一个军区，不再隶属于任何省份。1859年，该区更名为扎卡塔雷区。